# Chutba
Chutba – w islamie kazanie wygłaszane przez chatiba w meczecie podczas wspólnej piątkowej modlitwy. Zawiera przede wszystkim treści religijne, ale także odnosi się do wydarzeń bieżących.